# Chuenisbärgli
Chuenisbärgli est une piste de ski dans l'Oberland bernois en Suisse. Elle est située en dessus du village d'Adelboden et est connu en raison de la course de Coupe du monde de ski alpin qui y a lieu chaque année.

## Course de coupe du monde
La piste du Chuenisbärgli est connue comme étant la piste de slalom géant la plus difficile de la Coupe du monde messieurs. La partie du départ ainsi que la pente d'arrivée, également connue sous le nom de Zielhang sont très raides. La piste accueille également des courses de slalom. Entre 1994 et 2022, Hans Pieren fut directeur de course à Adelboden,.
Le départ du slalom géant culmine à 1 730 mètres d'altitude et celui du slalom à 1 473 mètres. La longueur de piste est respectivement de 1 430 et de 592 mètres. L'aire d'arrivée quant à elle se situe pour les deux courses à 1 294 mètres. Les courses d'Adelboden sont parmi les plus populaires avec près de 35 000 spectateurs le long de la piste ainsi que dans la zone d'arrivée.
Les premières journées internationales de ski d'Adelboden, en Allemand Internationalen Adelbodner Skitage, ont eu lieu en 1955, et sont depuis 1967 une épreuve de la Coupe du monde. Les épreuves sont reportées dans d'autres localités en raison du manque de neige en 1988, 1990, 1993 et 1994. En 2005, en raison des conditions de la FIS, un nouveau télésiège à quatre places a remplacé, au même endroit, le Téléski utilisé durant 50 ans. 
Le record de victoires en Coupe du monde sur la Chuenisbärgli, et sur un site en général, slaloms et géants cumulés est la propriété de  Marcel Hirscher qui y totalise neuf succès depuis  2012 avec au passage trois doublés, en 2012, 2018 et 2019. 

### Organisation
Le montage et le démontage pour les épreuves de Coupe du monde durent huit semaines. L'armée suisse et la protection civile sont un soutien essentiel à cet événement. Ils mettent à disposition des hommes à hauteur de 700 jours-homme pour l'armée et 3 300 pour la protection civile. On compte aussi jusqu'à 1600 bénévoles, le budget total se situe autour de 6 M CHF .

## Liste des vainqueurs

### Journées de ski internationales d'Adelboden
| Année | Epreuve      | Nom (Nationalité   |
| ----- | ------------ | ------------------ |
| 1955  | Slalom       | Martin Julen       |
| 1956  | Slalom       | Chiharu Igaya      |
| 1956  | Slalom       | Georges Schneider  |
| 1957  | Slalom       | Georges Schneider  |
| 1957  | Slalom       | Roland Bläsi       |
| 1958  | Slalom       | Charles Bozon      |
| 1958  | Slalom géant | Roger Staub        |
| 1959  | Slalom       | Sepp Behr          |
| 1959  | Slalom géant | Fritz Wagnerberger |
| 1960  | Slalom       | Ludwig Leitner     |
| 1960  | Slalom géant | Ludwig Leitner     |
| 1961  | Slalom       | Fritz Wagnerberger |
| 1961  | Slalom géant | Eberhard Riedel    |
| 1963  | Slalom géant | G. Grünenfelder    |
| 1963  | Slalom géant | Léo Lacroix        |
| 1965  | Slalom géant | Edmund Bruggmann   |
| 1965  | Slalom géant | Léo Lacroix        |
| 1966  | Slalom géant | Billy Kidd         |

### Coupe du monde FIS
| Année | Discipline   | Nom                   |
| ----- | ------------ | --------------------- |
| 1967  | Slalom géant | Jean-Claude Killy     |
| 1968  | Slalom géant | Jean-Claude Killy     |
| 1969  | Slalom géant | Jean-Noël Augert      |
| 1970  | Slalom géant | Karl Schranz          |
| 1971  | Slalom géant | Patrick Russel        |
| 1972  | Slalom géant | Werner Mattle         |
| 1973  | Slalom géant | Gustav Thöni          |
| 1974  | Slalom géant | Gustav Thöni          |
| 1975  | Slalom géant | Piero Gros            |
| 1976  | Slalom géant | Gustav Thöni          |
| 1977  | Slalom géant | Heini Hemmi           |
| 1978  | Slalom géant | Andreas Wenzel        |
| 1979  | Slalom géant | Ingemar Stenmark      |
| 1980  | Slalom géant | Ingemar Stenmark      |
| 1981  | Slalom géant | Ingemar Stenmark      |
| 1982  | Slalom géant | Ingemar Stenmark      |
| 1983  | Slalom géant | Pirmin Zurbriggen     |
| 1984  | Slalom géant | Ingemar Stenmark      |
| 1985  | Slalom géant | Hans Enn              |
| 1986  | Slalom géant | Richard Pramotton     |
| 1987  | Slalom géant | Pirmin Zurbriggen     |
| 1987  | Slalom géant | Pirmin Zurbriggen     |
| 1989  | Slalom géant | Marc Girardelli       |
| 1991  | Slalom géant | Marc Girardelli       |
| 1992  | Slalom géant | Ole Kristian Furuseth |
| 1995  | Slalom géant | Alberto Tomba         |
| 1996  | Slalom géant | Michael von Grünigen  |
| 1997  | Slalom géant | Kjetil André Aamodt   |
| 1998  | Slalom géant | Hermann Maier         |
| 1999  | Slalom géant | Hermann Maier         |
| 2000  | Slalom       | Matjaž Vrhovnik       |
| 2001  | Slalom géant | Hermann Maier         |
| 2002  | Slalom géant | Didier Cuche          |
| 2002  | Slalom       | Bode Miller           |
| 2003  | Slalom géant | Hans Knauß            |
| 2004  | Slalom géant | Kalle Palander        |
| 2004  | Slalom       | Rainer Schönfelder    |
| 2005  | Slalom géant | Massimiliano Blardone |
| 2006  | Slalom géant | Benjamin Raich        |
| 2006  | Slalom       | Giorgio Rocca         |

| Année | Discipline   | Nom                                |
| ----- | ------------ | ---------------------------------- |
| 2007  | Slalom géant | Benjamin Raich                     |
| 2007  | Slalom       | Marc Berthod                       |
| 2008  | Slalom géant | Marc Berthod                       |
| 2008  | Slalom       | Mario Matt                         |
| 2009  | Slalom géant | Benjamin Raich                     |
| 2009  | Slalom       | Reinfried Herbst                   |
| 2010  | Slalom       | Julien Lizeroux                    |
| 2011  | Slalom géant | Cyprien Richard Aksel Lund Svindal |
| 2011  | Slalom       | Ivica Kostelić                     |
| 2012  | Slalom géant | Marcel Hirscher                    |
| 2012  | Slalom       | Marcel Hirscher                    |
| 2013  | Slalom géant | Ted Ligety                         |
| 2013  | Slalom       | Marcel Hirscher                    |
| 2014  | Slalom géant | Felix Neureuther                   |
| 2014  | Slalom       | Marcel Hirscher                    |
| 2015  | Slalom géant | Marcel Hirscher                    |
| 2015  | Slalom       | Stefano Gross                      |
| 2016  | Slalom géant | annulé                             |
| 2016  | Slalom       | Henrik Kristoffersen               |
| 2017  | Slalom géant | Alexis Pinturault                  |
| 2017  | Slalom       | Henrik Kristoffersen               |
| 2018  | Slalom géant | Marcel Hirscher                    |
| 2018  | Slalom       | Marcel Hirscher                    |
| 2019  | Slalom géant | Marcel Hirscher                    |
| 2019  | Slalom       | Marcel Hirscher                    |
| 2020  | Slalom géant | Zan Kranjec                        |
| 2020  | Slalom       | Daniel Yule                        |
| 2021  | Slalom géant | Alexis Pinturault                  |
| 2021  | Slalom géant | Alexis Pinturault                  |
| 2021  | Slalom       | Marco Schwarz                      |
| 2022  | Slalom géant | Marco Odermatt                     |
| 2022  | Slalom       | Johannes Strolz                    |
| 2023  | Slalom géant | Marco Odermatt                     |
| 2023  | Slalom       | Lucas Braathen                     |
| 2024  | Slalom géant | Marco Odermatt                     |
| 2024  | Slalom       | Manuel Feller                      |
| 2025  | Slalom géant | Marco Odermatt                     |
| 2025  | Slalom       | Clément Noël                       |